# RED (After School單曲)
《RED》是韓國女子音樂組合After School的第4張韓語單曲，2011年7月20日由Pledis Entertainment發售。

## 概要
- After School以子團體「A.S. RED」和「A.S. BLUE」形式發行第4張韓語單曲
  - 《RED》是子團體「A.S. RED」的單曲，由成員嘉熙、正雅、U-ie和Nana組成。
  - 《BLUE》是子團體「A.S. BLUE」的單曲，由成員珠妍、Raina、Lizzy和E-Young組成。
- 此單曲是成員嘉熙的畢業前最後一張韓語單曲。
- 《在夜空下》為此單曲的主打曲目。
- 與單曲《BLUE》同時發行。

## 收錄内容
1. 在夜空下（밤 하늘에）
2. Hollywood